# Anarquismo em Israel

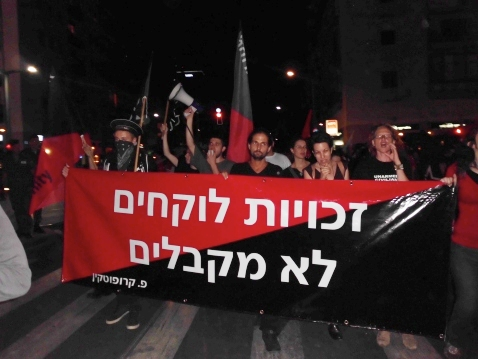
Manifestações e protestos anarquistas em Israel, registradas em maio de 2012.

O anarquismo tem sido corrente na política israelense por mais de um século.

## Início do movimento kibutziano
A ideologia anarquista achegou à Palestina no início do século XX, trazida por uma grande onda de emigração do Leste Europeu (Rússia, Lituânia, Ucrânia, Polônia). As ideias de Peter Kropotkin e Leo Tolstoy tiveram uma notável influência em famosos expoentes do sionismo trabalhista, tais como Yitzhak Tabenkin, Berl Katznelson e Mark Yarblum. O organizador do movimento israelense de defesa, Joseph Trumpeldor, que depois tornou-se um herói da direita israelense, era muito próximo do anarcossindicalismo e até declarava-se como anarcocomunista. Ao anarquismo também teve alguma influência na constituição de movimentos político-sociais tais como Poalei Zion, Tzeirei Zion, HeHalutz e Gdud HaAvoda. O início do movimento kibutziano era socialista libertário por natureza. Naquele tempo, muitos sionistas de esquerda rejeitaram a ideia de estabelecer uma estado-nação judeu e apoiaram a solidariedade judaico-árabe.
Os anarquistas na Palestina no início do século, quase todos vindo do Leste Europeu, não tinham conexões com o poderoso movimento anarquista íidiche e adotaram o hebraico, que era impopular entre os anarquistas europeus, muitos deles eram opostos a todas as formas de sionismo e apoiavam a cultura popular do judaísmo ashkenazi. Nos anos 1920 e 1930, todos viveram em kibutzim: por exemplo, o anarquista famoso Aharon Shidlovsky foi um dos fundadores do kibutz Kvutzat Kinneret.
Durante a Revolução Espanhola, muitos anarquistas da Palestina foram à Espanha para lutar pela milícia CNT-FAI contra Franco e o fascismo.
O filosofo judeu austríaco Martin Buber estabeleceu-se em Jerusalém em 1938. Buber considerava-se um "sionista cultural". Ele rejeitava a ideia de um nacionalismo judeu e era um apoiador convicto de uma solução binacional na Palestina.
Enquanto muitos judeus anarquistas não eram religiosos ou às vezes veementemente antirreligiosos, havia também alguns pensadores anarquistas religiosos, que combinavam ideias radicais contemporâneas com correntes tradicionais anarquistas com a Kabbalah e o chassidismo. O rabino ortodoxo cabalista Yehuda Ashlag, que mudou-se para a Palestina em 1921, acreditava em um comunismo voluntário, baseado nos princípios da Kaballah. Ashlag apoiava o movimento kibutziano e proclamava estabelecer um rede de trabalho de comunas internacionalistas autorreguladas, que iriam afinal anular completamente o regime da força bruta, para "cada homem fazer que estiver certo em seus olhos", porque não há nada mais humilhante e degradante para uma pessoa do que estar sob um governo de força bruta .